# Órgão (instrumento musical)
O órgão é um instrumento musical da família dos aerofones de teclas, tocado por meio de um ou mais manuais e uma pedaleira. O som é produzido pela passagem de ar comprimido através de tubos sonoros de diversos formatos, materiais e comprimentos.
Os órgãos variam imensamente em tamanho, indo desde uma caixa (órgão de baú) até a monumentais caixas do tamanho de casas de 5 andares. Encontram-se sobretudos nas igrejas, de culto cristão católico e protestante, mas também em teatros e salas de concerto, escolas de música e casas particulares (órgãos de estudo).
Os executantes deste instrumento chamam-se organistas e seus construtores, organeiros.

## Etimologia
Etimologicamente, o termo órgão significa o instrumento. A palavra em português deriva do grego "órganon", «instrumento». Trata-se portanto do instrumento por excelência, como primeiro conjunto, composto, organizador de sons, pelo que ao longo da história da música mereceu o epíteto de "rei dos instrumentos", como também Mozart lhe chamava.
Embora se tenha difundido a designação órgão "de tubos" para o distinguir dos seus imitadores eletrônicos amplamente difundidos, essa designação é incorreta por constituir-se como uma redundância: seria o mesmo que dizer "piano de cordas". O estudo da organologia considera as características acústicas e originárias dos instrumentos: a imitação eletrônica de um instrumento não pode ser elevada ao mesmo estatuto do instrumento verdadeiro originário (acústico).

## Classificação Organológica
A organologia classifica o órgão como aerofone de teclas, pela passagem de ar comprimido em tubos de diferentes comprimentos (notas) e características (registos). É, portanto, um instrumento de sopro com a diferença de o ar não ser injetado pelo sopro humano, mas sob a forma de ar comprimido que, acumulado pelo fole, é reencaminhado para o(s) tubo(s) respectivo(s) à(s) nota(s) e ao(s) registo(s) que se quer fazer soar.

## Características
O órgão é o instrumento musical por excelência. Dadas as suas características acústicas e técnicas, o órgão é ideal para acompanhar vozes humanas, quer uma assembleia, um coro ou um cantor solista, como para tocar a solo, dando um concerto ou substituindo uma orquestra. Por essa razão o órgão adquiriu, ao longo dos séculos, uma forte índole sacra.
As dimensões de um órgão podem ser muito variáveis, indo desde um pequeno órgão de móvel até órgãos do tamanho de casas de vários andares. Um grande-órgão moderno tem normalmente 3 ou 4 manuais de cinco oitavas cada, e uma pedaleira de duas oitavas e meia. Mas tanto se constroem órgãos de um pequeno teclado, como instrumentos enormes de vários teclados e milhares de tubos.
O seu espectro sonoro é o mais amplo de todos os instrumentos: varia imensamente em timbre, altura do som e amplitude sonora (volume). Os diversos timbres encontram-se divididos de acordo com filas e são controlados pelo uso de registos. O teclado não é expressivo e não afecto a dinâmicas, mas é possível criar variados efeitos através da articulação. O som de um tubo permanece constante enquanto a tecla é premida.
Uma característica única é o facto de qualquer nota do órgão se poder manter perpétua e ininterrupta enquanto se pressiona uma tecla. A nota não se vai extinguindo gradualmente como no piano ou no cravo. Isto é adotado em religiões como um símbolo do imutável e do divino.
Por outro lado, o órgão é o único instrumento capaz de sustentar o canto maciço de uma grande assembleia (vários milhares de pessoas). Contribui para tal feito a sua inigualável capacidade de simultaneamente proporcionar uma base harmónica à parte cantada (abaixo do registo vocal), como reforçar e sustentar a parte cantada (registo), como ainda aumentar o brilho harmónico acima do registo vocal.
Outra característica é o facto de os seus variados timbres e amplitudes sonoras (volume) poderem mudar, conforme o número de pessoas que canta ser apenas uma ou um milhar delas, conforme o tempo litúrgico em questão (Páscoa, ou Quaresma), congregando em apenas um instrumento múltiplos recursos, variáveis (a usar ou não conforme as necessidades), pelo que substitui a constituição de uma orquestra. Assim sendo, se verifica a sua vocação litúrgica.

## Função

### Liturgia
O órgão ocupa um lugar de destaque na Liturgia Cristã, quer na Igreja Católica, quer nas Igrejas Reformadas. Tem por objetivo o enriquecimento do culto através da arte musical. Dá força à oração, ao apoiar e sustentar o texto cantado (passível de ser introduzido e harmonizado pelo organista de imensas formas diferente), como criar uma atmosfera de meditação sobre a Palavra, tocando a solo, numa vertente laudatória, evocativa ou mística.
Assim sendo, a sua função nos serviços religiosos concretiza-se: 1. no acompanhamento e sustentação, quer do canto da Assembleia (nas Igrejas Reformadas, chamada Congregação), do canto coral (do Coro) e do canto solístico (de um solista); 2. como também sob a forma de solos instrumentais cujo fim é introduzir, preludiar, interludiar, posludiar os mesmos cânticos, tendo o organista frequentemente que improvisar essas partes, tomando como ponto de partida os temas cantados.
Além disso, nos serviços religiosos pode também ter lugar o repertório organístico próprio, ou seja, peças musicais independentes dos cânticos e do seu acompanhamento, mas a solo. Como sejam, por exemplo, um prelúdio no início do serviço religioso e um poslúdio no fim (por exemplo uma Fuga).
A Igreja Católica reafirmou no Concílio Vaticano II a excelência do órgão na tradição musical e nos atos de culto divino, assim se expressando:
Tenha-se em grande apreço na Igreja latina o órgão de tubos, instrumento musical tradicional e cujo som é capaz de dar às cerimónias do culto um esplendor extraordinário e elevar poderosamente o espírito para Deus.
(Constituição Apostólica Sacrosanctum Concilium artigo nº 120).

### Cerimónias Públicas
Em alguns países, normalmente de raiz anglo-saxónica, o órgão tem uma presença no Cerimonial de Estado (cerimónias civis, protocolares, etc.) exercendo uma função de acompanhamento de Hinos Nacionais bem como de outras melodias tradicionais (nacionalistas, natalícias, etc.) dado o órgão substituir nesses casos a presença de uma orquestra.

### Recitais
Os órgãos também desempenham o seu papel não litúrgico, em salas de concerto, academias de música e espaços públicos diversos, para os quais são construídos com o intuito meramente concertístico. Podem, nesses casos, servir como acompanhadores de coros ou solistas; integrarem grandes orquestras (Sinfonias, Concertos) por exemplo como recurso para a intensidade sonora colossal (como em Sinfonias de Mahler); servir como contínuo em orquestras barrocas; ou simplesmente executarem o seu próprio repertório em recitais a solo.
Qualquer órgão de médias dimensões, com cerca de 20 registos, pressupõe-se que já tem os recursos mínimos para a realização de uma função concertística a solo. No entanto, a sua paleta tímbrica (conjunto de registos) determinam sobremaneira o tipo e o estilo de reportório executável.
Claro que órgãos mais pequenos, chamados positivos, de poucos registos, podem também servir em funções concertísticas quando acompanham coros, ou integram orquestras ou pequenos conjuntos instrumentais (música de câmara), funcionando como baixo contínuo, etc.
Normalmente há órgãos sediados em Igrejas que, aliás pelas condições acústicas (e até arquitectónicas) do espaço envolvente, se prestam por excelência para a realização de recitais.

### Pedagogia
Os órgãos servem também a fins pedagógicos, muitas vezes a par das funções concertísticas. Existem órgãos idealizados e construídos para servirem unicamente como instrumento de estudo. Em Conservatórios e Academias, servem tanto para o ensino da música, como no acompanhamento de vozes, etc.

## História
O órgão é um dos instrumentos musicais mais antigos da tradição musical do Ocidente. Foi o primeiro instrumento de teclas.
O antepassado do órgão é o hidraulo (hydraulos), ou órgão hidráulico, inventado no século III a.C. pelo engenheiro grego Ctesíbio de Alexandria, responsável pelo cruzamento da flauta típica grega, o aulo, com o sistema hidráulico de injeção de ar comprimido nos tubos.
A mecânica consistia em abrir a passagem do ar para os tubos através de uma válvula parecida com uma tecla. Para que tal acontecesse o ar era mantido em pressão por processos hidráulicos (pressão de água). O órgão possuía apenas uma fila com 7 tubos de diferentes comprimentos, correspondendo cada tubo a uma nota.
Este instrumento esteve muito em voga no Império Romano. Alcançando uma forte amplitude sonora (volume), era apto para ser usado ao ar-livre: em jogos, no circo, nos anfiteatros. Nesta altura o hidraulo era já denominado órgão hidráulico (organum hydraulicum em latim ou organon hydraulikon em grego).
A fila de tubos duplicou e triplicou, até que foi incorporado um mecanismo de seleção dessas filas de tubos, que mais tarde se vêm a chamar registos. O conjunto de tubos de uma fila tem o mesmo formato e características, emitindo um timbre próprio. Assim sendo, num órgão existem tantos timbres diferentes, quanto o número de registos (filas) existentes.
O sistema hidráulico usou-se até ao século V, tendo surgido no século IV o sistema pneumático de foles. Trata-se do órgão pneumático. Como já não havia a componente hidráulica, o instrumento passou simplesmente a ser denominado Organus.
A música para órgão e o fabrico artesanal deste instrumento na Alemanha foram classificados pela UNESCO como Patrimônio Cultural Imaterial da Humanidade em 2017.
A introdução de órgãos nas igrejas é tradicionalmente atribuída ao Papa Vitaliano no século VII. Pelo vínculo que estabeleceu ao serviço do culto, prestado ao longo de séculos na liturgia cristã, carrega uma estatuto inigualável no cômputo da música sacra.

## Partes constituintes
O órgão é constituído por 4 partes:
- Pneumática
- Tubária
- Mecânica
- Caixa

### Pneumática
A pneumática é o conjunto formado pelos dispositivos de captação, retenção e envio do ar comprimido à tubária, bem como a regulação da sua pressão. Os seus elementos são:
- Ventilador;
- Fole;
- Contra-fole;
- Canais de Vento.

### Tubaria
A tubaria, também chamada canaria, é o somatório de todos os tubos do órgão, encarregues da emissão sonora.

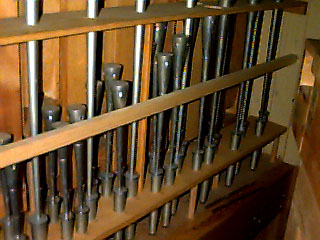
Os tubos

 Os seus elementos são:

#### Tubo
O tubo é o elemento responsável pela emissão sonora, à passagem do ar através do seu corpo, funcionando como qualquer instrumento de sopro.  Quando o executante prime uma tecla [estando aberto um dos registos], o ar comprimido é libertado e conduzido para atravessar o tubo determinado, emitindo a nota correspondente.
Os tubos dividem-se em duas grandes espécies: os tubos labiais e os tubos palhetados (ou de palheta, ou de lingueta).

#### Registo
O registo (ou registro (Brasil) ou jogo) é um conjunto (ou série) de tubos de uma mesma fila, os quais têm o mesmo timbre. Isto acontece porque os tubos de uma mesma fila (registo) têm todos características comuns, tais como:
- o material de que são compostos: ligas metálicas de estanho, chumbo, cobre; ou então madeira de diversas espécies: castanho, carvalho, pereira, etc.;
- o formato: tubo cilíndrico, cônico, cônico invertido, paralelepipédico;
- a medida: termo organístico que se refere à relação entre a altura e o diâmetro;
- a entoação: termo organístico que se refere ao ataque, claridade, presença, e outros vectores muito precisos da qualidade sonora ou timbre.

A conjugação destas características dão origem a vários tipos de registos, classificáveis de acordo com uma identificação das suas propriedades acústicas, pois cada qual apresenta características específicas de altura, intensidade e timbre. Assim temos:
- Flautados ou Principais: sonoridade mais robusta do órgão;
- Flautas: sonoridade aveludada;
- Cordas: sonoridade quente;
- Híbridos: sonoridade mista;
- Oscilantes: com batimentos;
- Mutações: correspondem a notas de intervalos diferentes em relação à nota real que está a ser tocada;
- Compostos: correspondem a mais do que uma fila de tubos;
- Misturas: correspondem a mais do que uma fila de tubos;
- Palhetados: de palheta.

### Mecânica
A mecânica é o conjunto dos mecanismos que têm por fim a emissão sonora de determinado tubo ou conjuntos deles. Os seus elementos são:

#### Registo
Também se designa de registos os tirantes, existente na consola, que habilitam ou desabilitam a passagem do ar para a respectiva fila de tubos, dado que os tubos se encontram dispostos no someiro de modo a os seus pés poderem ser tapados ou abertos por uma régua (tábua) de registo que o tirante da consola accionada.
Os tirantes aparecem, na consola, sob a forma de puxadores ou alavancas (para os pés), no caso de um funcionamento de tracção mecânica. No caso das tracções pneumática e eléctrica, os registos podem ser accionados por interruptores, sob a forma de plaquetas ou botões.

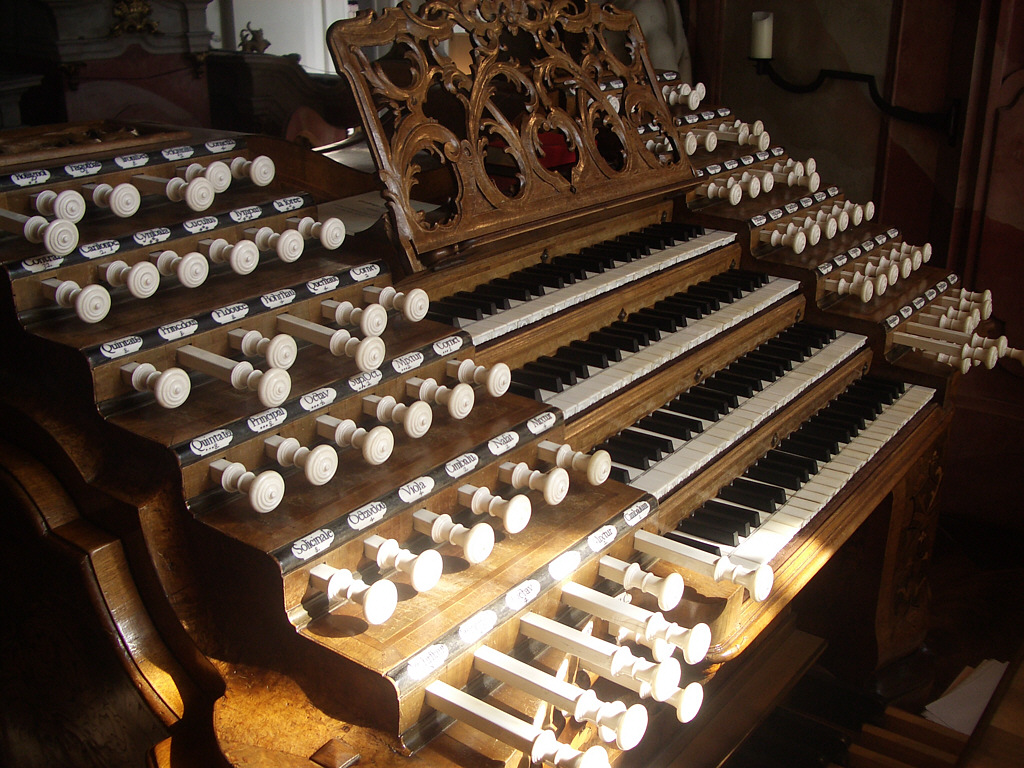
Consola com puxadores - típico dos órgãos de construção francesa

#### Teclados Manuais
Num órgão de vários teclados, cada um encontra-se afecto a uma secção particular do instrumento com características específicas de intensidade, timbre, projeção e com uma designação particular. Assim temos:
- Grande-Órgão ou Principal: trata-se da secção mais nutrida e mais sonora do instrumento, geralmente accionada a partir do primeiro Manual.
- Positivo: secção com registos mais agudos e perceptíveis, normalmente prestando-se bem para a prática de música de câmara (tipo baixo contínuo), vai buscar o seu nome aos órgãos positivos construídos para o mesmo efeito; esta secção é geralmente accionada a partir do segundo Manual.
  - Postivo de Peito: se se encontra por baixo do grande órgão;
  - Positivo de Costas: se se encontra nas costas do organista;
- Expressivo: cujos tubos se encontram encerrados em caixa de Expressão, fechada por todos os lados, que possui persianas, cuja abertura é controlada a partir do pedal correspondente (Pedal de Expressão); geralmente accionada pelo terceiro Manual.
- Recitativo ou Solo: secção detendo vários registos solistas.
- Ecos: secção cujos tubos por norma se encontram encerrados dentro de uma caixa, passível de ser aberta ou fechada através de mecanismo próprio, vulgarmente sob a forma de pedal.
- Bombarda: detendo apenas registos palhetados;
- Em chamada: detendo registos palhetados em chamada;
- Pedaleira: como um teclado para os pés, esta seção possui os registos mais graves para dar a base harmônica ao edifício sonoro do órgão.

#### Consola
A consola é a "mesa de comando" do órgão na qual se reúnem todos os dispositivos manipuláveis pelo executante (o organista), o que compreende os teclados para as mãos (manuais) e para os pés (pedaleira), os registos e os vários pedais e pedaletes, pedal de expressão e crescendo. A consola pode encontrar-se inclusa no corpo do próprio instrumento ou então separada deste.

### Caixa
A caixa é uma estrutura, normalmente em madeira, que encerra todo o material anterior. Tem por função fundir os sons e projectá-los para o exterior, além de uma função prática de protecção da mecânica e da tubaria. Normalmente é construída para se harmonizar esteticamente com o espaço arquitectónico onde se insere, aplicando os organeiros para isso no seu design os mesmos elementos estilísticos presentes no local.

## Tipos de órgãos
Os órgãos podem ser classificados em vários tipos, consoante as características que os identificam:
- O portativo (ou portátil) é um órgão pequeno e leve, fácil de transportar. Era de uso corrente no século XIV, especificamente nas procissões, nas quais era transportado pelo próprio músico que tocava (com a mão direita) e accionava o fole (com a mão esquerda) em simultâneo.
- O realejo, sendo também portátil, era munido de palhetas livres e não de tubos, pelo que pode ser considerado o antepassado do harmónio. Era de uso corrente nos sécs. XVI e XVII.

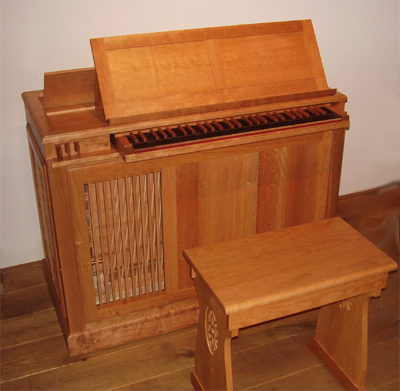
Órgão Positivo

- O positivo (etimologicamente, de 'pousar') é um órgão com poucos registos, normalmente sem pedaleira, que, como uma peça de mobiliário, tem a facilidade de ser deslocável no espaço, tanto seja de uma casa, como de uma escola ou de uma igrejas. No espaço litúrgico, muitas vezes servia para o acompanhamento do cantochão. Na época barroca, como instrumento de baixo contínuo em pequenos conjuntos instrumentais.
- O órgão de estudo apresenta normalmente uma discrepância (aparentemente injustificada) entre o número de registos (poucos) e o número de secções de que é constituído (muitas). Por outras palavras, não possui um número de registos e famílias que justifique a existência de vários secções. São casos deste tipo, órgãos constituído por vários teclados, em que cada qual tem apenas 1 ou 2 registos, ou normalmente registos de régua alternada. Possuem também uma pedaleira com poucos registos ou até sem registos, chamada pedaleira suspensa, uma vez que se encontra permanentemente acoplada ao(s) teclado(s). No entanto, esta reprodução (supostamente desnecessária) dos recursos de um órgão maior é conseguida para efeitos de estudo.
- O órgão de coro possui geralmente o formato de um armário, colocado junto ou perto ao lugar do coro, num espaço litúrgico. Com dimensões maiores do que um positivo, dado que não permite a deslocação no espaço como aquele, é direccionado sobretudo para o acompanhamento vocal de solistas e/ou coro, não possuindo registos de solo. Normalmente, recebe este nome, para  distinguir do grande-órgão normalmente instalado no coro-alto, enquanto o órgão de coro foi instalado geralmente no transepto ou simplesmente junto ao lugar de um coro perto da assembleia.
- O órgão barroco é o instrumento típico da época barroca, existente em diversas escolas de organaria nacionais (órgão italiano, órgão barroco francês, órgão ibérico, órgão alemão). Existem, ainda, órgãos ditos neobarrocos, que, sendo de construção recente, se basearam em modelos antigos ou históricos, pretendendo imitar as características técnicas, acústicas e mecânicas de uma determinada escola de organaria antiga.

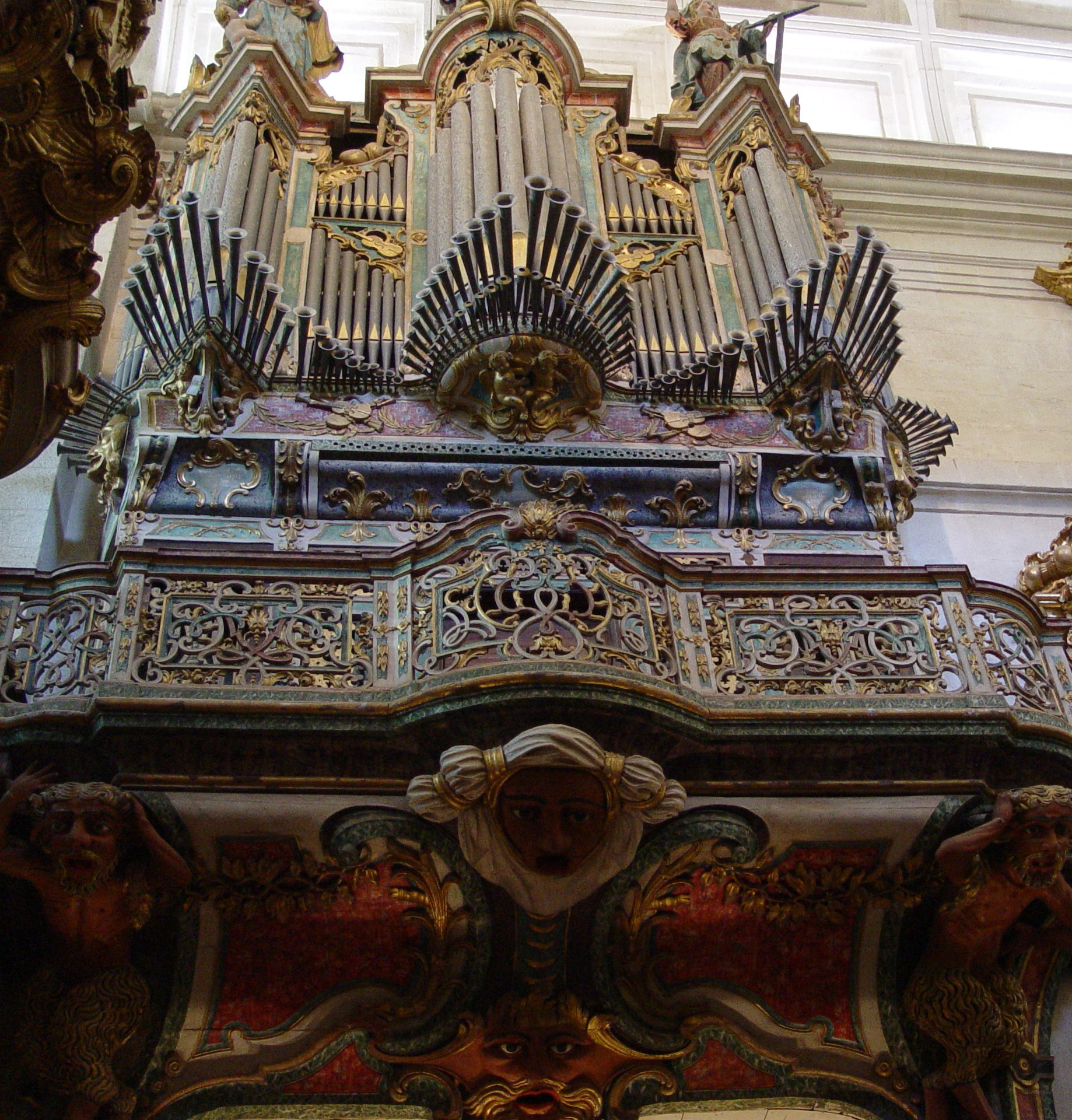
Órgão português (dito ibérico) em Tibães

- O órgão ibérico possui características regionais relativas ao ideário estético da escola de organaria ibérica, cultivado em Portugal e Espanha desde o século XVI. Possuem, normalmente, um único manual (raramente dois) que se encontra dividido em duas seções: baixos e tiples, ou mão esquerda e mão direita. O número de teclas é inferior ao dos órgãos modernos, cifrando-se muitas vezes em 45, 47, 54 notas. Têm, por 'imagem de marca', as chamadas trombetas "em chamada" (dispostas na horizontal). No entanto, alguns musicólogos preferem distinguir entre órgão português e órgão espanhol, considerando as diferenças técnicas e acústicas que entre estes dois tipos existem.

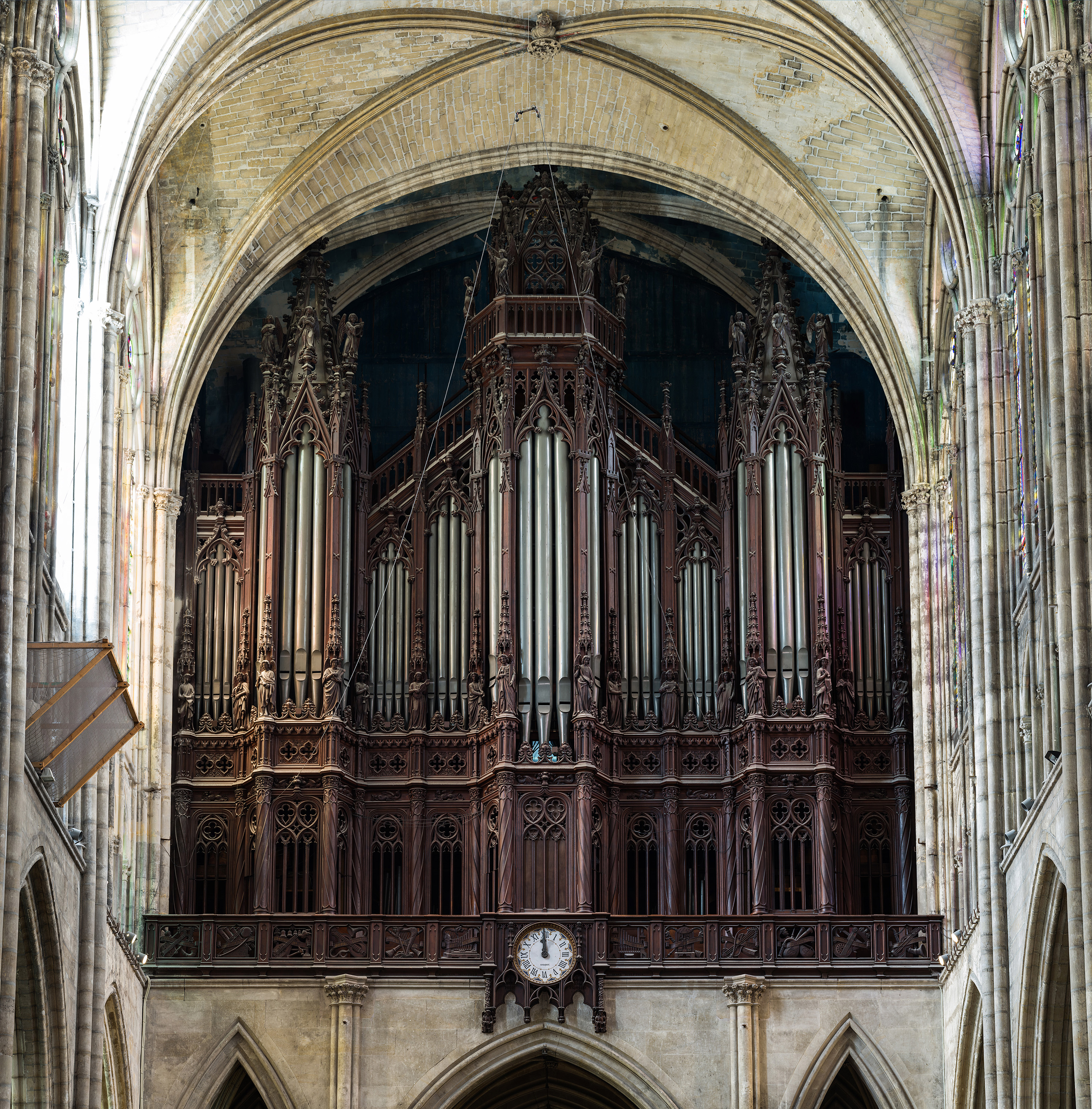
Órgão romântico : órgão de la Basílica de Saint-Denis

- O órgão romântico, pelos seus recursos sonoros, permite abordagem da literatura organística do período romântico (século XIX). Dotado de pelo menos uma secção expressiva. Possui, por regra, muitos fundos e poucas alíquotas. É rico famílias de cordas e registos harmónicos e octaviantes. Possui, pelo menos, um registo oscilante.

- O  órgão sinfónico teve o seu auge no primeiro terço do século XX. Este tipo põe em evidência a índole orquestral de que se munem os grandes-órgãos. Camille Saint-Saëns compôs uma popular sinfonia para órgão que é um bom exemplo de como o som de um grande órgão pode ser combinado com o de uma orquestra sinfónica. No início do século XX, os órgãos sinfónicos floresceram em locais seculares dos Estados Unidos e do Reino Unido, projectados para substituir orquestras sinfónicas tocando transcrições de peças orquestrais.

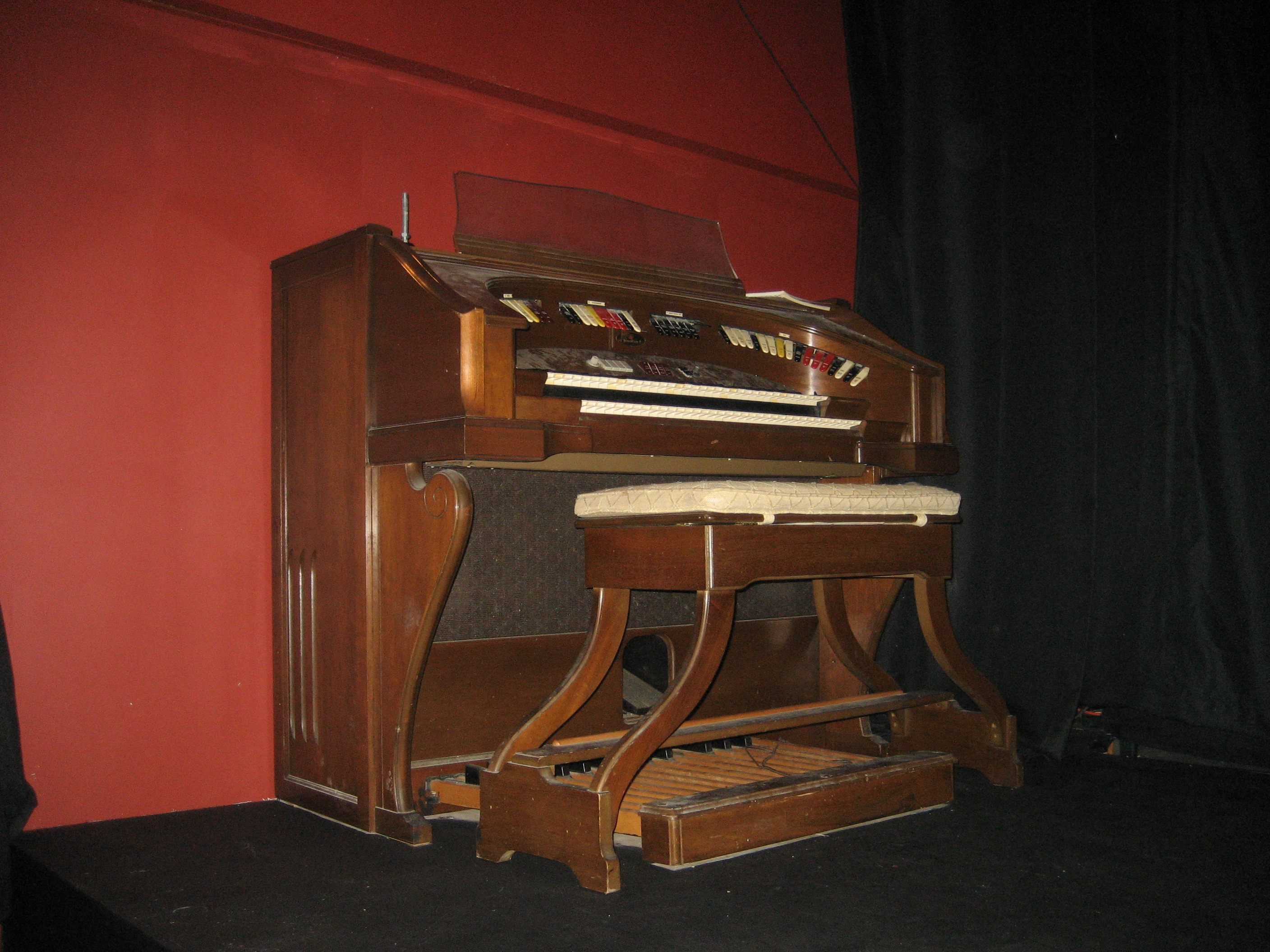
Órgão de Teatro

- O órgão de teatro/cinema originalmente desenhado para substituir as orquestras ou conjuntos musicais que acompanhavam os primeiros filmes mudos, difundido em países como Reino Unido, Estados Unidos e Austrália.

## Alguns exemplares de interesse
- O maior órgão histórico de Portugal encontra-se na Igreja de São Vicente de Fora, em Lisboa. Construído em 1765 pelo organeiro João Fontanes de Maqueixa e restaurado em 1994 por Claude e Christine Rainolter de França, trata-se de um dos mais importantes exemplares da organaria portuguesa do século XVIII, com 2 manuais e 60 meios-registos num total de 3 115 tubos.
- O maior conjunto de órgãos construídos para um mesmo espaço encontra-se também em Portugal, na Basílica de Mafra. Mandado construir pelo rei D. João V, trata-se de um conjunto de seis órgãos idealizados para soarem em simultâneo. O restauro do conjunto, a cargo do organeiro português Dinarte Machado, foi completado em 2010 e inaugurado com um concerto com todos os instrumentos operacionais, e partitura exclusiva, como terá acontecido pela última vez há duzentos anos.

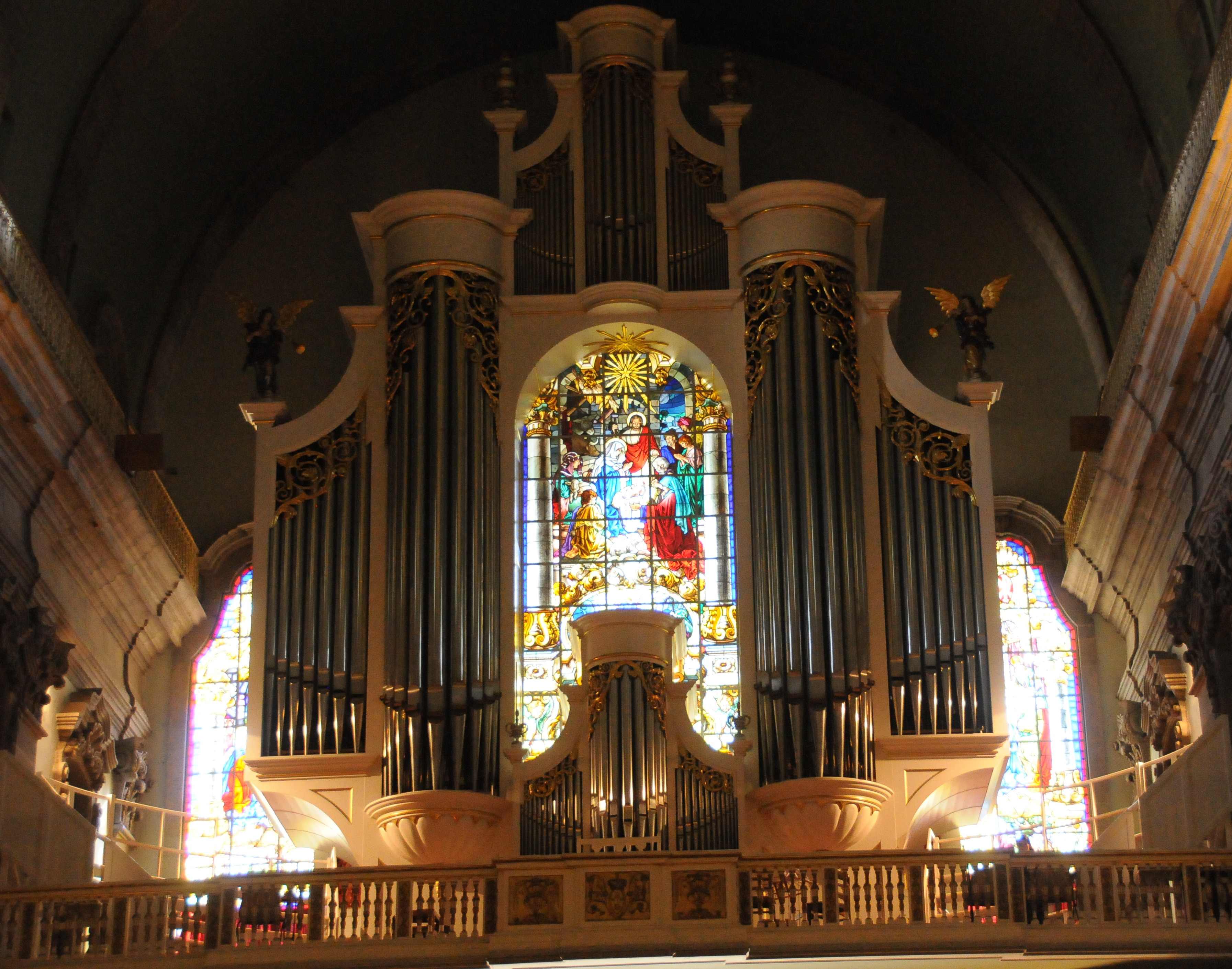
Órgão da Igreja da Lapa, Porto, da autoria do mestre-organeiro Georg Jann

- No coro-alto da Igreja da Lapa (Porto) foi construído em 1995 um órgão de tubos da autoria do mestre-organeiro alemão Georg Jann. Trata-se do maior órgão operacional em Portugal, com 4 307 tubos.
- O maior órgão de Portugal encontra-se no Santuário de Fátima. Tem 5 teclados manuais (Grande Órgão, Positivo, Recitativo, Solo e Eco) de 61 teclas, pedaleira de 32 teclas, 90 registos e aproximadamente 6 500 tubos. Foi fabricado pela firma Fratelli Rufatti, de Pádua, em 1952. A reestruturação foi levada a cabo pela empresa italiana Mascioni Organi, que conservou uma parte considerável da tubaria original mas acrescentou alguns registos com o intuito de conferir ao instrumento uma sonoridade homogénea e moderna.
- O maior órgão da America Latina, é o órgão da Basílica de Nossa Senhora Auxiliadora, em Niterói, inaugurado no dia 16 de Abril de 1956 pelo Maestro Fernando Germani, organista do Vaticano. Possui 11.130 tubos, desde o menor com 8 milímetros, ao maior com 12 metros de altura. Citemos uma informação do jornal O Fluminense: "O conjunto é comandado e controlado na consola (mesa de teclados), na qual estão além dos cinco teclados e da pedaleira, 211 placas móveis que acionam os registros, os 51 "accoppiamenti" de oitava, os anuladores, os sinos, a harpa e os trêmulos. O organista tem ainda à disposição, 90 pistõezinhos, 20 pedaletes e 4 pedais que servem para tornar fácil a manobra de todos os comandos. Todo o trabalho do organista é facilitado pelas indicações luminosas e pelos mostradores que ajudam a tocar esse instrumento, tornando-o mais maleável que os pequenos órgãos antigos".[2]
- O maior órgão do mundo encontra-se na Convention Hall da Organ Society em Atlantic City (Estados Unidos). Este possui 7 manuais e pedaleira. Tem duas consolas. Foi construído entre Maio e Dezembro de 1929 pela Companhia Merrick, na época situada em Long Island, Nova Iorque. Desconhece-se o número exacto de tubos que o compõe, mas pensa-se que está por volta dos 33 114.
- O maior órgão de mundo dentro de uma igreja encontra-se na Catedral de Passau, Baviera, Alemanha, possuindo 17 774 tubos e 233 registos.

## Organeiros
A construção do órgão é a mais complexa de todos os instrumentos musicais. Juntamente com o relógio, é considerado uma das mais complexas criações do engenho humano anteriores à Revolução Industrial. É o instrumento que possibilita a maior variedade de possibilidades de construção. Pode construir-se órgãos que são os maiores instrumentos musicais em tamanho, amplitude sonora (volume) e extensão. A construção dos maiores órgãos alonga-se geralmente por anos, trabalhando uma equipa e pelo menos 7 pessoas (projectista, tubeiros, marceneiros, mecânicos, entoador, mestre-organeiro).
Exige-se do mestre-organeiro, além de uma grande capacidade de engenho (engenharia mecânica), grande capacidade projectista e auditiva, uma enorme domínio de várias áreas como desde logo a Música e a Acústica, mas também a Engenharia, o Design, a História da Arte, e uma vasta experiência provada ao longo de anos de trabalho e aprendizagem (estágio).

## Organistas
No desenvolvimento da literatura organística, ou seja, o repertório musical composto para o órgão, é bastante evidente a influência da sua índole sacra, pelo que a linha que divide o reportório sacro (das Liturgias) e o reportório de concerto é difícil de estabelecer. Deste facto de inferir que não existe diferenciação entre o organista litúrgico e o organista de concerto (terminologia muito em voga nos últimos anos em Portugal).
Um organista que toca na Igreja, deve tanto ser versado na execução de reportório, como em acompanhamento, harmonização, como em improvisação. É-lhe exigido domínio nas áreas da Literatura Organística (Reportório) que é a mais vasta de todos os instrumentos; do Acompanhamento (realização de baixo cifrado, harmonização de cânticos, transposição), e na Improvisação, dada a necessidade de introduzir, interludiar, variar sobre um tema, etc. na Liturgia. Isto não invalida que alguns organistas se dediquem apenas à vida concertística ou pedagógica, não exercendo funções em meio eclesial ou litúrgico.
Portanto, ao executante do órgão requer-se uma formação bastante alargada e sólida. Desde logo a sua capacidade de ler várias pautas em simultâneo (duas para as mãos e uma para os pés); domínio dos princípios estéticos e estilisticos de cada uma das épocas, estilos, escolas organísticas da História da Música. Há ainda organistas que se especializam em determinada gama de reportório, por exemplo em uma época determinada da História da Música.
Para além da formação necessária em organologia, pois compete ainda a um organista saber afinar as palhetas de um órgão, as quais se desafinam muito frequentemente com as oscilações climáticas.
No Brasil e em Portugal (um pouco menos) verifica-se a falta de formação da esmagadora maioria dos organistas litúrgicos, que são amadores.

## Compositores

### Portugueses
Do Renascimento e Barroco:
- António Carreira
- Heliodoro de Paiva
- Manuel Rodrigues Coelho
- Pedro de Araújo
- Frei Jacinto
- António Correia Braga
- Carlos Seixas
- João Vaz

### Espanhóis
- Andrés de Sola
- António de Cabezón
- Pablo Bruna
- Cabanilles

### Barroco

#### Alemanha
- Johann Jacob Froberger
- Jan Pieterszoon Sweelinck
- Samuel Scheidt
- Melchior Schildt
- Heinrich Scheidemann
- Franz Tunder
- Matthias Wechmann
- Dietrich Buxtehude
- Vincent Lübeck
- Johann Pachelbel
- Kuhnau
- Johann Sebastian Bach

#### França
- François Couperin
- Marchand
- Daquin
- Grigny
- Titelouze
- Claude Balbastre
- Nicolas Lebègue

#### Inglaterra
- John Stanley
- Georg Friedrich Händel
- Henry Purcell

#### Itália
- Girolamo Frescobaldi
- Storace
- Zipoli

### Romantismo
- Felix Mendelssohn
- Franz Liszt
- Johannes Brahms
- Max Reger
- Anton Bruckner
- Camille Saint-Saëns
- César Franck
- Charles-Marie Widor
- Louis Vierne
- Marcel Dupré

### Contemporaneidade
- Jehan Alain
- Charles Tournemire
- Flor Peeters
- Olivier Messiaen
- Paul Hindemith
- Jeanne Demessieux
- Jean Langlais
- Pierre Pincemaille
- Peter Eben
- Antoine Sibertin-Blanc

## Variantes
O tipo de órgão originário e acústico é conhecido como órgão de tubos, descrito acima e usado nos serviços religiosos da Igreja e em Concertos de Musica Erudita (dita Clássica). Mas o termo órgão costuma ser aplicado a um variedade de instrumentos que não têm as componentes/características acima enumeradas. Existem muitas variantes elétricas, electro-mecânicas e electrónicas do órgão.
Um tipo prevalente é o órgão electrónico, ou melhor designado sintetizador, que não tem tubos e gera os seus próprios sons electrónicos através de um ou mais altifalantes; esse órgão é frequentemente utilizado em Portugal e no Brasil para servir de substituto do órgão de tubos, mas acaba por ter o seu desempenho sobretudo em géneros musicais que vão desde o rock até ao jazz.

### Evolução

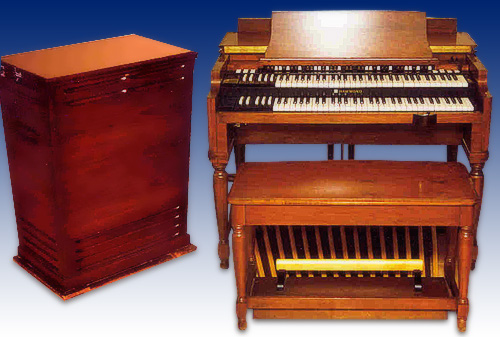
Órgão Hammond

O órgão Hammond desenvolvido nos anos 30 pretendia inicialmente imitar o som do órgão de tubos, mas ao desenvolver um timbre próprio, tornou-se objecto de culto durante muitos anos. O modelo B3 é um importante instrumento no jazz, sendo mesmo o instrumento central no soul jazz.
Entre 1940 e 1970 foram desenvolvidos vários modelos electrónicos destinados ao entretenimento caseiro. Tornando possível a uma só pessoa produzir caseiramente o som de um grupo de vários instrumentos, estes instrumentos electrónicos começaram a incluir padrões automáticos como ostinatos rítmicos, acompanhamentos diversos baseados nos acordes e leitores de fitas magnéticas.
Vocacionados à imitação dos timbres de outros instrumentos como o trompete e a marimba, esses sintetizadores afastaram-se para sempre do seu desígnio inicial de imitador do órgão de tubos para se tornarem sintetizadores de quaisquer outros instrumentos, sons ou ritmos, através de imitação do padrão das ondas sonoras destes.
Nos anos 60 e 70 um tipo de sintetizador portátil chamado “combo” tornou-se muito popular especialmente entre as bandas rock e pop dessa altura como os The Doors e os Iron Butterfly. Os mais populares eram fabricados pela Farfisa e pela Vox.
Pelo que as inovações tecnológicas que o órgãos sofreu a partir do momento que incorporou componentes electrónicas, desviaram o órgão da sua linha clássica, pois este deixou de ser um instrumento acústico e criaram uma diferenciação entre o chamado órgão electrónico e o órgão propriamente dito: o órgão de tubos.

### Panorama actual de Portugal
Ainda assim, hoje em dia continuam a produzir-se para igrejas órgãos electrónicos imitadores do órgão de tubos. Estes órgãos por vezes chamados "electrónicos litúrgicos" pretendem ser réplicas electrónicas do seu antecessor acústico e mecânico que é órgão de tubos.
Devido ao avanço e barateamento contemporâneo da tecnologia, há órgãos para todo e qualquer orçamento e uso. Já há simulações digitais consideradas, por alguns, extremamente convincentes devido à alta taxa de resolução das amostras de áudio, mas preservarão indelevelmente as diferenças típicas entre acústico versus digital.

## Instrumentos aparentados

### Com reservatório de ar
- O calliope, a vapor, é essencialmente um órgão de tubos que funciona a vapor em vez de ar.
- O band organ essencialmente um órgão de tubos que em vez de um teclado possui um mecanismo que toca sozinho uma música.
- O harmónio, no qual o som é produzido pela passagem de ar em palhetas livres, e cujo fole por ser accionado pelos pés do executante.
- O acordeão e a concertina, nos quais os foles são operados através do aperto manual do instrumentista.
- A gaita-de-fole na qual o fole é operado através do aperto braçal do instrumentista.

### Sem reservatório de ar
- A harmónica ou gaita, na qual o músico sopra directamente nas palhetas.